# Jacksonville, North Carolina
Jacksonville är administrativ huvudort i Onslow County i North Carolina. Orten har fått sitt namn efter Andrew Jackson. Enligt 2010 års folkräkning hade Jacksonville 70 145 invånare.

## Kända personer från Jacksonville
- Ryan Adams, musiker